# 瓜維亞雷河
瓜維亞雷河（Río Guaviare）是哥倫比亞的河流，屬於奧里諾科河的支流，河流全長1,497公里，是奧里諾科河的最長支流，其中630公里河道可讓船隻航行。
瓜維亞雷河普遍被認為是亞馬遜雨林和洛斯亞諾斯地區的分隔線。
4°02′34″N 67°42′41″W / 4.0427°N 67.7115°W